# Markus Eberl
Markus Eberl (* 23. April 1979 in Landshut) ist ein ehemaliger deutscher Eishockeyspieler (Verteidiger), der seine Karriere nach der Saison 2006/07 wegen einer Augenverletzung beenden musste.

## Karriere
Eberl begann seine Karriere in der Saison 1997/98 beim SC Bietigheim-Bissingen in der damaligen 1. Liga Süd, verließ den Verein aber bereits nach einem Jahr wieder, um beim Heilbronner EC zu spielen.
Nach zwei Jahren kehrte er dann zu Beginn der Saison 2000/01 zu seinem Heimatverein zurück, bei dem er dann bis zur Saison 2003/04 unter Vertrag stand.
Die Saison 2004/05 verbrachte Eberl bei den Landshut Cannibals, bevor er zur Saison 2005/06 zum EHC München wechselte.
Während seiner Zeit beim EHC München erlitt Eberl im Training eine Augenverletzung, die ihn zur Beendigung seiner Karriere zwang. Obwohl er auch in der Saison 2006/07 offiziell zum Kader des EHC München gehörte, bestritt er nach seinem Unfall nie mehr ein Eishockeyspiel.
International wurde Eberl bei der Eishockey-Weltmeisterschaft der U20-Junioren 1999 eingesetzt und erlangte zwei Assists.

### Als Trainer
Von August 2011 bis 2013 war Eberl Cheftrainer der Jugendarbeit beim EHC Straubing, wo er die Schülermannschaft trainierte. Anschließend war er von 2013 bis 2015 beim EV Landshut im Nachwuchs tätig. Seit Juni 2015 ist Eberl als Nachwuchschef in SC Bietigheim-Bissingen unter Vertrag. Am 1. September 2016 übernahm Markus Eberl die Stelle des Eishockey-Landestrainers in Baden-Württemberg von Josef Goc, welcher Ende April 2016 altersbedingt ausgeschieden ist.

## Karrierestatistik
(Legende zur Spielerstatistik: Sp oder GP = absolvierte Spiele; T oder G = erzielte Tore; V oder A = erzielte Assists; Pkt oder Pts = erzielte Scorerpunkte; SM oder PIM = erhaltene Strafminuten; +/− = Plus/Minus-Bilanz; PP = erzielte Überzahltore; SH = erzielte Unterzahltore; GW = erzielte Siegtore; 1 Play-downs/Relegation; Kursiv: Statistik nicht vollständig)